# Haus zur Minute

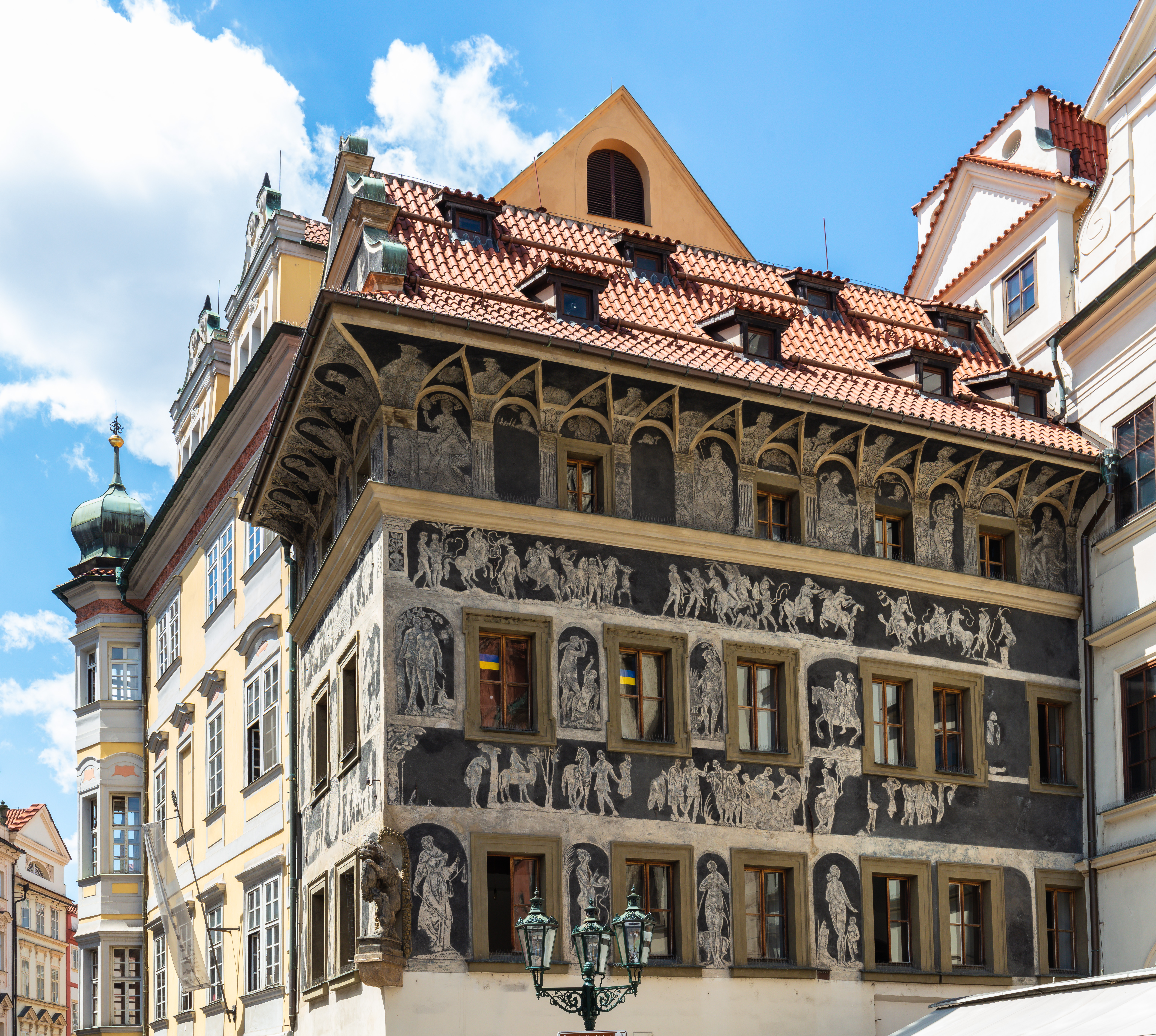
Dům U Minuty mit Sgraffito-Verzierungen

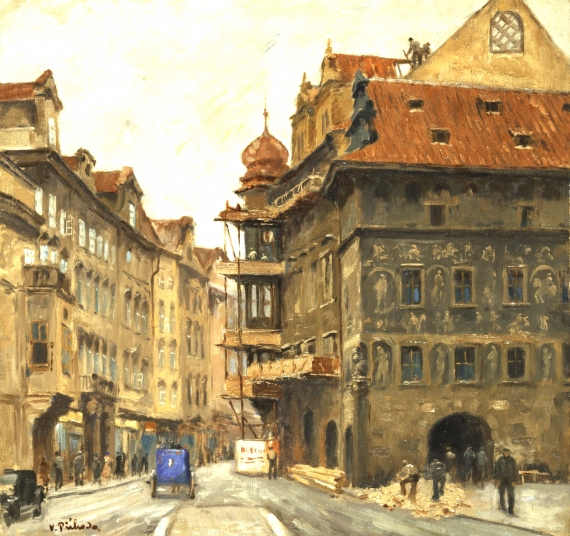
Dům U Minuty, Gemälde von Václav Příhoda

Das Haus zur Minute (tschechisch Dům U Minuty) ist das Haus Nr. 3 am Altstädter Ring in Prag zwischen dem Altstädter Rathaus und dem Haus zum Goldenen Horn (Dům U Zlatého rohu). Es ist als Kulturdenkmal geschützt.

## Geschichte
Das Haus wurde als spätgotischer Neubau in der ersten Hälfte des 15. Jahrhunderts errichtet. Es war ziemlich klein mit einem kleinen Hof und hatte zwei Etagen. Im Jahr 1430 wurde ein Teil des benachbarten Hauses an ihm befestigt. Vor 1564 wurde ein niedrigerer dritter Stock mit einer Lünettenleiste hinzugefügt. Die Sgraffito-Verzierungen entstanden in zwei Phasen, vor 1600 und vor 1615. Im Zug einer Barockisierung wurden sie entfernt, in den 1920er Jahren wiederhergestellt. Sie zeigen biblische Episoden, Szenen des Renaissancelebens und mythische Bilder der griechischen Antike.
Der Name erklärt sich daraus, dass in dem Gebäude angeblich ein italienischer Bäcker wohnte, der nachdem er sein Brot gebacken hatte, auf die Straße ging und gerufen haben soll: „A minuta, a minuta!“. Er wies darauf hin, dass sein Brot in einer Minute verkauft wird.
Das Haus diente später als Apotheke. Franz Kafka lebte zusammen mit seinen Eltern von 1889 bis 1896 in diesem Haus, seine drei Schwestern wurden hier geboren.